# Ель-Прогресо
Ель-Прогре́со (ісп. El Progreso) — місто на півночі Гондурасу, у департаменті Йоро.

## Географія
Розташовано в долині Сула, на березі річки Улуа. Площа муніципалітету становить 547,5 км².

## Населення
За даними 2013 року чисельність населення становить 146 098 осіб.
Динаміка чисельності населення міста за роками:
| 1988   | 2001   | 2013    |
| ------ | ------ | ------- |
| 60 058 | 90 475 | 146 098 |

## Економіка
Завдяки родючим ґрунтам економіка Ель-Прогресо базується на сільському господарстві. В околицях міста є плантації з вирощування масличної пальми, бананів, інших фруктів та овочів. Також достатньо розвинуто тваринництво, зокрема вирощування великої рогатої худоби, текстильне виробництво.
Ель-Прогресо іноді називають «Велосипедним містом», оскільки багато хто з містян для пересування використовує велосипед як більш швидкий та економний вид транспорту. Імовірно, це відображення відносної бідноти місцевого населення.

## Міко Квемадо
Гірський хребет Міко Квемадо є однією з головних пам'яток міста. Він розташований на схід від Ель-Прогресо, на захід від долини Сула. Понад 280 км² площі цієї гірської мережі захищені урядом Гондурасу. Для забезпечення екологічного добробуту й захисту екосистеми, у якій міститься багата флора та фауна, там було створено Національний парк.

## Галерея

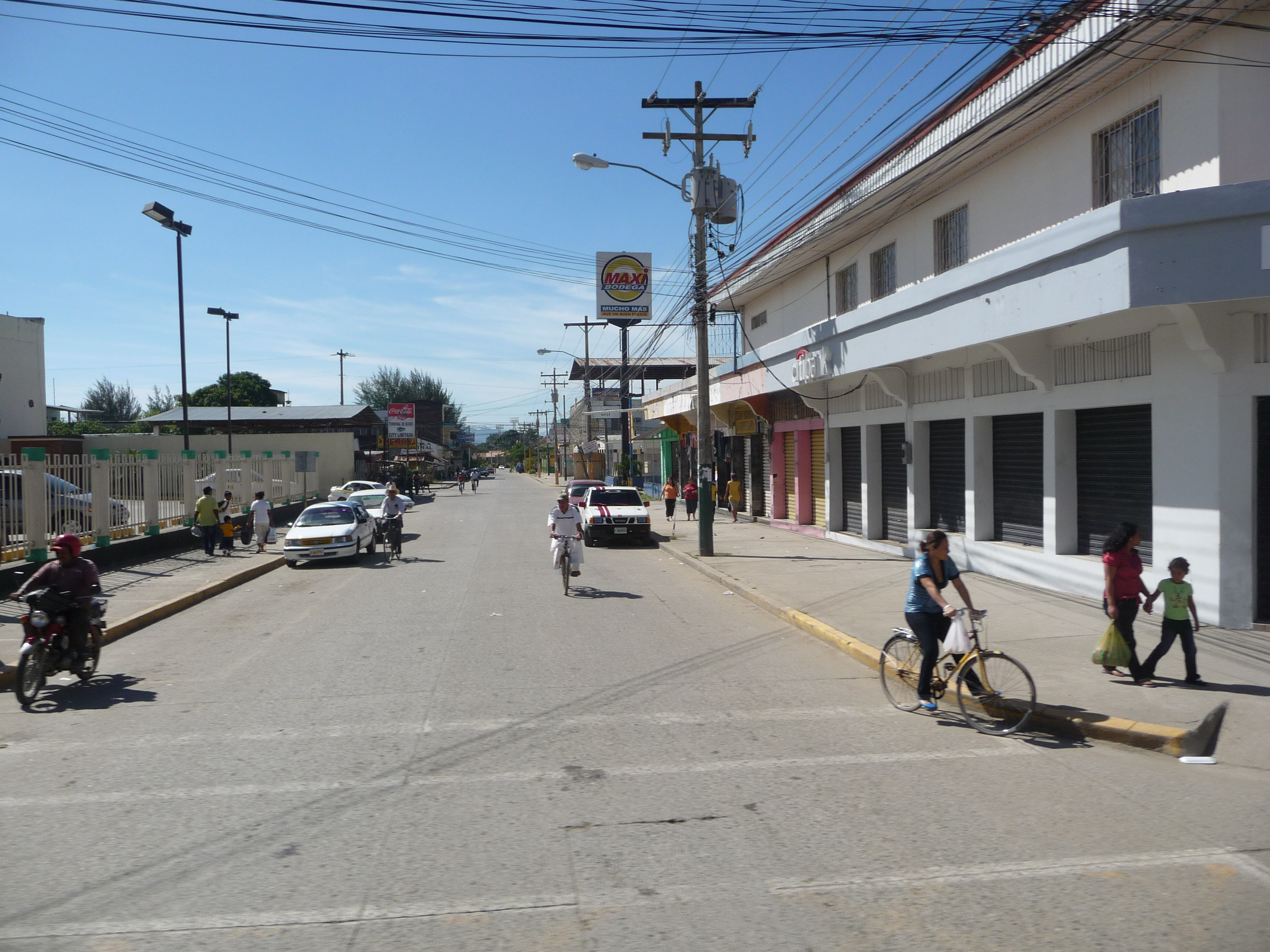
Типова вулиця в центрі міста